# Cantate des paysans
Mer hahn en neue Oberkeet (Nous avons un nouveau gouverneur) (BWV 212) est une cantate profane de Johann Sebastian Bach composée à Leipzig en 1742. Le titre que lui avait donné Bach lui-même était « Cantate burlesque » mais elle est plus connue sous le nom « Cantate des paysans ».

## Histoire et livret
Christian Friedrich Henrici, Picander, écrivit le texte de la cantate pour une fête avec grand feu d'artifice donnée le jeudi 30 août 1742 en l'honneur du chambellan et Électeur de Saxe Carl Heinrich von Dieskau, dans sa propriété de Kleinzschocher à côté de Leipzig. C'était son 36e anniversaire et il reçut, comme il était de coutume à l'époque, l'hommage des paysans de son domaine.
En sa qualité de directeur des impôts sur les boissons et le vin de la ville, Dieskau avait autorité sur le receveur des impôts sur les boissons qu'était Picander. Son texte reflète l'esprit populaire et lance parfois des traits ironiques quand il se rapporte à des personnes et à des événements locaux de l'époque (violations de la législation sur la pêche par exemple) dans les quartiers de Knauthain et Cospuden.
Il s'agit d'une célébration où la bière coulait à flots. C'est l'occasion d'une conversation entre un agriculteur sans nom, (basse) et Mieke la femme du fermier, (soprano) dont le dialogue après les parties purement instrumentales caractérise toute la cantate. Ils se réjouissent de la fête tout en échangeant des propositions érotiques à peine ambiguës et discutent également des machinations du collecteur d'impôts ; le thème principal est cependant la louange du seigneur Dieskau dont la bonne économie de l'épouse est vantée.
Il est possible que Picander ait demandé à Bach de mettre son poème en musique. Quoi qu'il en soit, la « cantate des paysans » est la dernière cantate de Bach dont la date de composition est attestée.

## Structure et instrumentation
La cantate est écrite pour un petit ensemble de cordes, violon, alto et basse continue auquel vient s'ajouter dans chaque mouvement un deuxième violon, une flûte traversière et un cor. L'histoire met en scène deux solistes : un paysan (basse) et Mieke, une paysanne (soprano).
Il y a vingt-quatre mouvements :
1. ouverture en la majeur
2. aria (soprano, basse) : Mer hahn en neue Oberkeet
3. récitatif (soprano, basse) : Nu, Miecke, gieb dein Guschel immer her
4. aria (soprano) : Ach, es schmeckt doch gar zu gut
5. récitatif (basse) : Der Herr ist gut: Allein der Schosser
6. aria (basse) : Ach Herr Schosser, geht nicht gar zu schlimm
7. récitatif (soprano) : Es bleibt dabei, dass unser Herr der beste sei
8. aria (soprano) : Unser trefflicher, lieber Kammerherr
9. récitatif (soprano, basse) : Er hilft uns allen, alt und jung
10. aria (soprano) : Das ist galant, es spricht Niemand von den caducken Schocken
11. récitatif (basse) : Und unsre gnad'ge Frau ist nicht ein prinkel stolz
12. aria (basse) : Funfzig Taler baares Geld
13. récitatif (soprano) : Im Ernst ein Wort!
14. aria (soprano) : Klein-Zschocher musse so zart und susse
15. récitatif (basse) : Das ist zu klug vor dich
16. aria (basse) : Es nehme zehntausend Ducaten der Kammeherr
17. récitatif (soprano) : Das klingt zu liederlich
18. aria (soprano) : Gib, Schone, viel Sohne von art'ger Gestalt
19. récitatif (basse) : Du hast wohl recht
20. aria (basse) : Dein Wachstum sei feste und lache vor Luft
21. récitatif (soprano, basse) : Und damit sei es auch genug
22. aria (soprano) : Und dass ihr's alle wisst
23. récitatif (soprano, basse) : Mein Schatz, erraten!
24. chœur (soprano, basse) : Wir gehn nun, wo der Tudelsack

## Particularités
En harmonie avec l'esprit du texte, Bach a créé une composition relativement simple avec des phrases courtes et un accompagnement généralement simplifié. Plusieurs fois, il recourt à des formes de danses et mélodies populaires telles que la folia et la chanson folklorique « Mit dir und mir ins Federbett, mit dir und mir aufs Stroh » (Avec toi et moi dans le lit du printemps, avec toi et moi sur la paille) et des éléments de ses propres créations antérieures.